# Alexandre F. Travassos
Alexandre Fracalanza Travassos (Rio de Janeiro, 1970) is een Braziliaans componist en klarinettist.

## Levensloop
Travassos begon zijn studies onder anderen bij Rafael Caro (klarinet) aan de Escola Municipal de Música in São Paulo. Vanaf 1988 studeerde hij bij  Leonardo Righi, Sérgio Burgani en Otinilo Pacheco aan de Escola de Comunicações e Artes van de Universiteit van São Paulo (USP) in São Paulo, waar hij in 1992 als Bachelor of Music afstudeerde. 
Hij werd klarinettist in de Banda Sinfônica do Estado de São Paulo en klarinet instructeur in het Orquestra Experimental de Repertório. 
Als componist won hij nationale en internationale prijzen bij compositie-wedstrijden zoals bij de "1º Concurso de Composição para banda sinfônica" van de Banda Sinfônica do Estado de São Paulo en bij het compositie-wedstrijd van het Penfield Music Comission Project in Penfield (New York), bij het Concurso Sinfonia para Mario Covas en bij het "1º Concurso de Composição Gilberto Mendes". 
Sinds 2004 is hij als huiscomponist en -arrangeur verbonden aan de Banda Sinfônica do Estado de São Paulo. Op basis van zij groot interesse voor de Europese Joodse instrumentale folkloristische muziek heeft hij de "Banda Klezmer Brasil" mee opgericht. Voor dit ensemble heeft hij werken gecomponeerd en vele arrangementen geschreven. 
Als componist schrijft hij voor orkest, harmonieorkest, kamer- en klezmermuziek. 

## Composities

### Werken voor orkest
- Sinfonia "Visões De Uma Reforma"

### Werken voor harmonieorkest
- 2002 A Captura do Saci-Pererê, voor harmonieorkest (won de 2e prijs tijdens het 1º Concurso de Composição Gilberto Mendes)
- 2005 O Trabalho do Artista, voor harmonieorkest
- 2007 Saci-tim-bum, gebaseerd op originele themas "O Saci" en "Castelo Rá-Tim-Bum", voor harmonieorkest
- Abertura Dramática, voor harmonieorkest
- Cinema da Prisão, voor harmonieorkest
- Danças do Autômato, voor harmonieorkest

### Cantates
- 2008 O Rei que ninguém Viu, ironische cantate voor 2 sopranen, contralt, tenor, 2 bariton, bas, gemengd koor en harmonieorkest - tekst: Mário Viana

### Kamermuziek
- Satyros, voor klarinet, 2 violen, altviool en cello

### Werken voor klezmerband
- Freilach (Chorus)
- Hora Nordestina
- Freilach Em G Menor

- Library of Congress Control Number: nb2018016744
- Virtual International Authority File: 987145858137023022173
- WorldCat: E39PBJkdfwVFPyD8X6gRBG6BT3